# Savannah Graybill
Savannah Graybill (Denver, 25 de abril de 1988) es una deportista estadounidense que compite en skeleton. Ganó una medalla de bronce en el Campeonato Mundial de Skeleton de 2019, en la prueba por equipos mixtos.

## Palmarés internacional
| Campeonato Mundial | Campeonato Mundial | Campeonato Mundial | Campeonato Mundial |
| Año                | Lugar              | Medalla            | Prueba             |
| ------------------ | ------------------ | ------------------ | ------------------ |
| 2019               | Whistler (Canadá)  | Medalla de bronce  | Equipo mixto       |